# Karma (álbum de Winger)
Karma es el quinto álbum de estudio de la banda estadounidense de heavy metal Winger. El álbum fue lanzado el 16 de octubre de 2009 en Europa y el 27 de octubre de 2009 en los Estados Unidos.

## Lista de canciones
| N.º | Título                 | Escritor(es) | Duración |  |
| 1.  | «Deal with the Devil»  | Beach/Winger | 3:00     |  |
| 2.  | «Stone Cold Killer»    | Beach/Winger | 2:45     |  |
| 3.  | «Big World Away»       | Beach/Winger | 3:50     |  |
| 4.  | «Come a Little Closer» | Beach/Winger | 2:50     |  |
| 5.  | «Pull Me Under»        | Beach/Winger | 3:20     |  |
| 6.  | «Supernova»            | Beach/Winger | 6:17     |  |
| 7.  | «Always Within Me»     | Beach/Winger | 4:15     |  |
| 8.  | «Feeding Frenzy»       | Beach/Winger | 3:00     |  |
| 9.  | «After All This Time»  | Beach/Winger | 6:24     |  |
| 10. | «Witness»              | Beach/Winger | 6:59     |  |

| Bonus track de la versión europea |                               |              |          |  |
| N.º                               | Título                        | Escritor(es) | Duración |  |
| 11.                               | «First Ending» (instrumental) | Beach/Winger | 2:07     |  |

## Personal

### Banda
- Kip Winger – bajo, voz principal, teclado
- Reb Beach – guitarra líder, voz secundaria
- Rod Morgenstein – batería, piano en "First Ending"
- John Roth – guitarra rítmica, voz secundaria